# Desfolca't
Desfolca't és un festival de música folk que se celebra a Calaf des de l'any 1992. En la seva primera edició fou una trobada d'acordionistes amb la finalitat de potenciar l'acordió diatònic i ha anat evolucionant fins a arribar al seu format actual, canviant el seu nom de Festival de Música Popular i Tradicional de Calaf a desfolca't en 2009, i incloent concerts de música tradicional, tallers i espectacles per a tots els públics en bars, al carrer i a les places. L'edició de 2020 es va suspendre a causa de la pandèmia per coronavirus de 2020 a Catalunya.